# Der Faschingsprinz
Der Faschingsprinz ist ein deutsches Stummfilmlustspiel aus dem Jahre 1928 von Rudolf Walther-Fein mit Harry Liedtke in der Titelrolle. Die weibliche Hauptrolle an seiner Seite spielt die damals 18-jährige Filmdebütantin Marianne Winkelstern.

## Handlung
Der flotte und charmante Tobby von Lixenstein liebt das Leben, jedoch nicht allzu sehr die Arbeit. Der Bonvivant, der bei allen Frauen einen Stein im Brett zu haben scheint, hat mit Eugen Ruthland einen Bankier zum Onkel, der ihm das Lotterleben offensichtlich weitgehend finanziert. Eines Tages erreicht den Onkel eine böse Nachricht: Eine seiner besten Kundinnen, die ebenso steinreiche wie soeben volljährig gewordene Baronesse Ilse von Sandhofen, will ihr ganzes auf der Bank deponiertes Vermögen, über das sie nun frei verfügen kann, abheben. Da der Bankier gern auch weiterhin mit ihren Einlagen investieren will, soll Schwerenöter Tobby seinen ganzen Charme spielen lassen und die Baronesse derart umgarnen, dass sie seine Frau wird und nicht länger daran denkt, ihr Vermögen aus der Bank abzuziehen. Und so beißt der notorische Junggeselle Tobby in den sauren Apfel, eine ungewollte Eheschließung ins Auge zu fassen, denn mit dem generösen Onkel will er es sich nicht verderben.
Um noch einmal so richtig auf die Pauke zu hauen, ehe er als Ehemann sein Leben befristen müsse, plant Tobby eine riesengroße Junggesellenabschiedsfete, an der auch viele junge Frauen, überwiegend Damen aus seiner flamboyanten Vergangenheit als Frauenbetörer, teilnehmen sollen. Am Partyabend wartet er jedoch vergeblich auf seine Verflossenen. Stattdessen erscheint die junge Jeannette auf, die in einem Juweliergeschäft angestellt ist und die georderten Schmuckstücke bei sich hat, mit denen sich Tobby von seinen Ex-Geliebten verabschieden wollte. Tobby gefällt die junge Dame sehr, und so lädt er Jeanette ganz spontan zu einem schicken Künstler- bzw. Faschingsball ein.
Von Jeanette vollkommen verzaubert, verpasst Tobby denjenigen Zug, mit dem er die Baronesse abholen sollte. Es kommt zu einem Missverständnis, demzufolge Tobby und Jeanette anstatt zum Bahnhof nun mit dem Auto vor des Onkels Haus fahren. Der Bankier sieht Tobby mit einer jungen Dame aussteigen und schließt haarscharf daraus, dass es sich bei Jeanette um die Baronesse handeln müsse. Sofort umgarnt er die junge Dame und versucht, gut Wetter zu machen. Es kommt zu weiteren Verwechslungen, Irrungen und Wirrungen bis Tobby und Jeanette schließlich zusammenfinden und auch die echte Baronesse nicht leer ausgeht: Sie wird die Zukünftige von Dr. Hildebrand, dem Bibliothekar desjenigen Mädchenpensionats, in dem sie ihre Jugendjahre verbracht hatte.

## Produktionsnotizen
Der Faschingsprinz entstand im Herbst 1928, passierte die Filmzensur am 19. Dezember desselben Jahres und wurde drei Tage später in Berlins Primus-Palast uraufgeführt. Der mit Jugendverbot belegte Achtakter besaß eine Länge von 2596 Meter.
Botho Höfer und Hans Minzloff gestalteten die Filmbauten, Walter Tost übernahm die Aufnahmeleitung.
Mit Hans Junkermann, seiner Gattin Julia Serda und ihrer Tochter Charlotte Serda, die als 18-jährige Debütantin in einer kurzen Mädchenpensionats-Szene ebenfalls zu sehen ist, stand erstmals die gesamte Familie Junkermann-Serda gemeinsam vor der Filmkamera.

## Kritiken
Die Stunde schreibt, Regisseur Walther-Fein hätte „ein wirklich rühmliches Lustspiel daraus gemacht“, und Der Tag befand, „Die Regie Rudolf Walther-Feins ist wie immer von edelster Noblesse und graziösestem Übermut, nie jenseits des guten Geschmacks.“